# William R. King
William Rufus DeVane King, född 7 april 1786 i Sampson County, North Carolina, död 18 april 1853 i Selma, Alabama, var en amerikansk demokratisk politiker och USA:s 13:e vicepresident mars–april 1853. Hans period som vicepresident var den tredje kortaste, 45 dagar. De två kortare ämbetsperioderna innehades av John Tyler och Andrew Johnson som båda tillträdde presidentämbetet.

## Politisk karriär till 1852
King studerade juridik vid University of North Carolina at Chapel Hill. 1806 inledde han sin karriär som advokat i Wilmington men började nästan genast ägna sig åt politik, inledningsvis som ledamot av delstatsparlamentet. Han var ledamot av USA:s representanthus 1811–1816 och var en av de "krigshökar" som stödde 1812 års krig. Därefter arbetade han som diplomat i Neapel och Sankt Petersburg, där han var legationssekreterare till den amerikanske ambassadören William Pinkney. 1818, efter hemkomsten till USA, flyttade han till Alabama, där han åter gick in i politiken och var med i Alabamas första konstitutionskonvent. Sedan Alabama blivit delstat blev King senator i Washington, D.C. Han omvaldes fyra gånger och var senator från december 1819 till april 1844. Han var bland annat ordförande för handelsutskottet och president pro tempore i senaten. Han avgick från senaten 1844 för att bli USA:s minister i Frankrike, utsedd av president John Tyler med uppgiften att förhindra Frankrike från att lägga sig i USA:s annektering av Texas från Mexiko, vilket lyckades. Han återvände från Frankrike 1846 och kandiderade samma år till senaten utan att bli vald. 1848 blev han dock åter senator genom ett fyllnadsval, och förblev i senaten till 1852. De två sista åren i senaten var han president pro tempore en gång till.

## Vicepresident
Inför presidentvalet 1852 tävlade Franklin Pierce och James Buchanan om demokraternas nominering, och Pierce vann. För att blidka Buchanans sympatisörer erbjöds King, som stödde Buchanan, att bli vicepresidentkandidat. Pierce och King vann sedan valet, men King var sjuk i tuberkulos och kunde inte delta vid installationen i mars 1853. King svor istället ämbetseden som USA:s vicepresident på Kuba, dit han hade åkt på grund av sin dåliga hälsa. Eftersom man inte trodde att han skulle leva länge, tillät kongressen med en speciallag ceremonin att ske på främmande mark. King är den ende amerikanske vicepresident som svurits in på främmande mark. Han återvände till sin plantage i Alabama ett par veckor senare i syfte att utföra sitt ämbete, med avled redan dagen efter att han nått plantagen.

## Spekulationer om förhållande till James Buchanan och sexuell läggning
William R. King gifte sig aldrig och hade inte några kända barn eller älskarinnor. Historiker har länge, framför allt med början på 1980-talet, debatterat hans sexuella läggning. Vad som är känt är att han levde tillsammans med James Buchanan, som senare blev USA:s president, under 16 års tid fram till sin död. Detta arrangemang började med att flera ogifta kongressledamöter delade på ett hus, men efter några år var enbart King och Buchanan kvar efter att de övriga successivt förlorat sina platser i kongressen.
James W. Loewen är en av historikerna som har fört fram teorin att King hade ett förhållande med James Buchanan. Historikern Michael Beschloss, som har skrivit om flera av USA:s presidenter, har yttrat sig i en intervju med C-SPAN:s grundare Brian Lamb att det verkar som att Buchanan och King kan ha varit homosexuella. Bland de samtida använde Andrew Jackson slanguttryck som "Aunt Nancy" och "Miss Fancy" om King. Trots att Buchanan och King bodde tillsammans i 16 år, är förhållandets natur oklart och svårt att definiera med nutida uttryck.
Thomas J. Balcerski gav 2019 ut boken Bosom Friends: The Intimate World of James Buchanan and William Rufus King om relationen mellan Buchanan och King, och menar att källäget gör det svårt att avgöra om det rörde sig om ett homosexuellt förhållande eller manlig vänskap av ett slag som var vanligare under 1800-talet.

## King County
Eftersom politiker i Washingtonterritoriet ville påskynda processen att få Washington antaget som delstat, beslöt de att hedra Kings tillträde som vicepresident med att namnge King County efter honom. Washington blev delstat först 1889. 1986 beslöt countyt att ändra orsaken till att det heter King County, och detta blev officiellt 2005 efter beslut i delstatsparlamentet. Även om countyts namn förblev oförändrat, anges det numera hedra Martin Luther King istället för slavägaren William R. King.